# Светлосна година
Светлосна година је удаљеност коју светлост превали за једну годину. Потребно је истаћи да је светлосна година јединица за растојање, а не за време. За брзе прорачуне се брзина светлости сматра једнаком 3×108 m/s, а с обзиром да у једној години има 60×60×24×365 = 31.536.000 секунди, користећи формулу {\displaystyle s=v\cdot t}, се израчунава приближна светлосна година - 9.460.800.000.000.000 метара.
Тачна светлосна брзина је 2,997924580 × 108 m/s, па светлосна година има 9.454.254.955.488.000 метара, односно нешто мало мање од девет и по билиона километара.
Ипак за потпун прорачун би требало узети у обзир да астрономска година (сунчева година) има 365 дана, 5 сати, 48 минута и 45 секунди, па је број секунди у години у ствари 31.556.925. У том случају светлосна година износи 9.460.528.112.671.650 метара.
Често се у астрономији уместо светлосне године употребљава јединица сличне величине, парсек. Једна светлосна година износи 0.307 парсека.

## Дефиниције
Према дефиницији IAU, светлосна година је производ јулијанске године (365,25 дана за разлику од грегоријанске године од 365,2425 дана) и брзине светлости (299792458 m/s). Обе ове вредности су укључене у IAU (1976) Систем астрономских константи, који се користи од 1984. Из овога се могу извести следеће конверзије. IAU призната скраћеница за светлосну годину је ly, иако други стандарди попут ISO 80000 use „l.y.” и локализоване скраћенице су честе, као што је „al“ на француском (од année-lumière), шпанском (од año luz) и италијанском (од anno luce), „Lj” на немачком (од Lichtjahr).
| 1 светлосна годна | = 9460730472580800 метара (тачно)               |
| 1 светлосна годна | ≈ 9,461 петаметара                              |
| 1 светлосна годна | ≈ 9,461 билиона километара (5,879 билиона миља) |
| 1 светлосна годна | ≈ 63241,077 астрономских јединица               |
| 1 светлосна годна | ≈ 0,306601 парсека                              |
Пре 1984, тропска година (не јулијанска) и измерена (не дефинисана) брзина светлости биле су кориштене у IAU (1964) Систему астрономских константи, који се користио од 1968. до 1983. Производ Ј1900.0 Сајмона Њукомба, просечне тропске године од 31556925,9747 ефемеридних секунди и брзине светлости од 299792,5 km/s произвео је светлосну годину од 9,460530×1015 m (заокружено на седам значајних цифара у брзини светлости) присутан је у неколико савремених извора што је вероватно изведено из старог извора, попут референтног рада КВ Алена из 1973. Астрофизички квантитети, који је ажуриран 2000. године, укључујући горе цитирану вредност IAU (1976) (скраћено на 10 значајних цифара).
Друге вредности високе прецизности нису изведене из кохерентног IAU система. Вредност од 9,460536207×1015 m присутна у неким савременим изворима производ је средње грегоријанске године (365,2425 дана или 31556952 s) и дефинисане брзине светлости (299792458 m/s). Друга вредност, 9,460528405×1015 m, је производ средње тропске године Ј1900.0 и дефинисане брзине светлости.
Скраћенице за светлосне године и вишекратнице светлосних година су
- „ly” за једну светлосну годину[2]
- „kly” за кило-светлосну годину (1,000 светлосних година)[20]
- „Mly” за мега-светлосну годину (1,000,000 светлосних година)[21]
- „Gly” за гига-светлосну годину (1,000,000,000 светлосних година)[22]

## Историја
Јединица светлосних година појавила се неколико година након првог успешног мерења удаљености до друге звезде осим Сунца, од стране Фридриха Бесела 1838. Та звезда је била 61 Сигна, а он је користио хелиометар од 6,2 in (160 mm) који је дизајнирао Јозеф фон Фраунхофер. Највећа јединица за изражавање удаљености у свемиру у то време била је астрономска јединица, једнака полупречнику Земљине орбите (1,50×108 km или 9,30×107 mi).. У том контексту, тригонометријски прорачуни засновани на паралакси 61 Сигне од 0,314 лучних секунди показали су да је удаљеност до звезде 660000 астрономских јединица (9,9×1013 km или 6,1×1013 mi). Бесел је додао да је светлу потребно 10,3 година да пређе ову удаљеност. Он је препознао да ће његови читаоци прихватити менталну слику приближног транзитног времена за светлост, али се уздржао од употребе светлосне године као јединице. Можда је то учинио да би избегао изражавање својих паралаксинх података са умањеном прецизношћу услед множења са неизвесним параметром брзине светлости.
Брзина светлости још није била тачно позната 1838. године; њена вредност се променила 1849. (Физо) и 1862. (Фуко). Још се није сматрало да је то фундаментална константа природе, а ширење светлости кроз етар или простор и даље је било енигматично.
Јединица светлосних година појавила се 1851. године у немачком популарном астрономском чланку Ота Улеа. Уле је објаснио необичност назива јединице удаљености која завршава на „година” упоређујући је са сатом хода (Wegstunde).
Једна савремена немачка популарна астрономска књига такође напомиње да је светлосна година чудно име. Године 1868, један енглески часопис означио је светлосну годину као јединицу коју су користили Немци. Едингтон је светлосну годину назвао неподесном и небитном јединицом, која би се понекад увукла из народне употребе у техничка истраживања.
Иако савремени астрономи често преферирају да користе парсек, светлосне године се такође популарно користе за мерење пространости међузвезданог и међугалактичког простора.

## Сродне јединице
Раздаљине између објеката унутар звезданог система обично су мали делови светлосне године и обично су изражени у астрономским јединицама. Међутим, мање јединице дужине могу се на сличан начин корисно формирати множењем јединица времена са брзином светлости. На пример, светлосна секунда, корисна у астрономији, телекомуникацијама и релативистичкој физици, је тачно 299792458 метара или 1⁄31557600 светлосне године. Јединице попут светлосних минута, светлосних сати и светлосних дана понекад се користе у научно-популарним публикацијама. Светлосни месец, отприлике једна дванаестина светлосне године, такође се повремено користи за приближне мере. Хејденов планетаријум прецизира светлосни месец као 30 дана светлосног путовања.
Светлост путује отприлике једну стопу у наносекунди; термин „светлосна стопа” понекад се користи као неформална мера времена.